# Tournoi Grand Chelem de Bakou
Le tournoi Grand Chelem de Bakou est un tournoi international de judo se déroulant annuellement à Bakou. Il est un événement majeur dans le calendrier international du fait de son label Grand Chelem.
L'édition 2020 est annulée, en raison de la pandémie de Covid-19.

## Palmarès masculin
| Grand Chelem | Grand Chelem            | Grand Chelem          | Grand Chelem            | Grand Chelem       | Grand Chelem          | Grand Chelem          | Grand Chelem        |
| Année        | -60 kg                  | -66 kg                | -73 kg                  | -81 kg             | -90 kg                | -100 kg               | +100 kg             |
| ------------ | ----------------------- | --------------------- | ----------------------- | ------------------ | --------------------- | --------------------- | ------------------- |
| 2024         | Ramazan Abdulaev        | Alberto Gaitero       | Hidayət Heydərov        | Zelim Tckaev       | Murad Fatiyev         | Ilia Sulamanidze      | Valeriy Endovitskiy |
| 2023         | Ramazan Abdulaev        | Yashar Najafov        | Hidayət Heydərov        | Zelim Tskaev       | Mikhail Igolnikov     | Ilia Sulamanidze      | Inal Tasoev         |
| 2022         | Balabay Aghayev         | Denis Vieru           | Hidayət Heydərov        | Saeid Mollaei      | Marcus Nyman          | Zelym Kotsoiev        | Temur Rakhimov      |
| 2021         | Jaba Papinashvili       | Orxan Səfərov         | Makhmadbek Makhmadbekov | Vedat Albayrak     | Kosuke Mashiyama      | Niyaz Bilalov         | Tatsuru Saito       |
| 2019         | Felipe Kitadai          | Denis Vieru           | Hidayət Heydərov        | Sagi Muki          | Nemanja Majdov        | Michael Korrel        | Gela Zaalishvili    |
| 2017         | Toru Shishime           | Tal Flicker           | Odbayar Ganbaatar       | Rufat Ismayilov    | Islam Bozbayev        | Michael Korrel        | Guram Tushishvili   |
| 2016         | Boldbaatar Ganbat       | Mikhail Pulyaev       | Mirali Sharipov         | Takanori Nagase    | Marcus Nyman          | Beka Gviniashvili     | Iakiv Khammo        |
| 2015         | Rustam Ibrayev          | Nijat Shikhalizada    | Rustam Orujov           | Khasan Khalmurzaev | Mashu Baker           | Adlan Bisultanov      | Barna Bor           |
| 2014         | Orkhan Safarov          | Colin Oates           | Sagi Muki               | Alan Khubetsov     | Guillaume Elmont      | Maxim Rakov (en)      | Faicel Jaballah     |
| 2013         | Amartuvshin Dashdavaa   | Tumurkhuleg Davaadorj | Rustam Orujov           | Levan Tsiklauri    | Shabin Gahramanov     | Elkhan Mammadov       | Walter Santos       |
| Grand Prix   |                         |                       |                         |                    |                       |                       |                     |
| Année        | -60 kg                  | -66 kg                | -73 kg                  | -81 kg             | -90 kg                | -100 kg               | +100 kg             |
| 2012         | Ilgar Mushkiyev         | Masashi Kodera        | Rustam Orujov           | Tural Safguliyev   | Iurii Panasenkov      | Elkhan Mammadov       | Masaru Momose       |
| 2011         | Amiran Papinashvili     | Rok Draksic           | Navruz Jurakobilov      | Ole Bischof        | Dilshod Choriev       | Henk Grol             | Islam El Shehaby    |
| World Cup    |                         |                       |                         |                    |                       |                       |                     |
| Année        | -60 kg                  | -66 kg                | -73 kg                  | -81 kg             | -90 kg                | -100 kg               | +100 kg             |
| 2011         | Vugar Chirinli          | Tarlan Karimov        | Victor Scvortov         | Arsen Pshmakhov    | Dmitry Gerasimenko    | Levan Zhorzholiani    | Islam El Shehaby    |
| 2009         | Robert Mshvidobadze     | Tarlan Karimov        | Zaza Kedelashvili       | Elkhan Rajabli     | Elkhan Mammadov       | Sergey Samoilovich    | Lasha Gujejiani     |
| 2008         | Samir Dadashzade        | Mikhail Pulyaev       | Samir Ismayilov         | Murat Khabachirov  | Elkhan Mammadov       | Fariz Ramizzade       | Georgi Kizilashvili |
| 2007         | Craig Fallon            | Sébastien Berthelot   | Gennadiy Bilodid        | Roman Hontyuk      | Elkhan Mammadov       | Frédéric Demontfaucon | Jury Rybak          |
| 2006         | Vakhtangi Khositashvili | Ramil Gasimov         | Elmaddin Akhmedov       | Mekhman Azizov     | Grigori Mamrikishvili | Levan Zhorzholiani    | Georgi Kizilashvili |

## Palmarès féminin
| Grand Chelem | Grand Chelem            | Grand Chelem             | Grand Chelem         | Grand Chelem           | Grand Chelem         | Grand Chelem        | Grand Chelem          |
| Année        | -48 kg                  | -52 kg                   | -57 kg               | -63 kg                 | -70 kg               | -78 kg              | +78 kg                |
| ------------ | ----------------------- | ------------------------ | -------------------- | ---------------------- | -------------------- | ------------------- | --------------------- |
| 2024         | Tara Babulfath          | Diyora Keldiyorova       | Christa Deguchi      | Lubjana Piovesana      | Barbara Matić        | Guusje Steenhuis    | Romane Dicko          |
| 2023         | Assunta Scutto          | Kisumi Omori             | Nora Gjakova         | Angelika Szymańska     | Elisavet Teltsidou   | Anna-Maria Wagner   | Beatriz Souza         |
| 2022         | Shirine Boukli          | Diyora Keldiyorova       | Christa Deguchi      | Inbal Shemesh          | Sanne van Dijke      | Alice Bellandi      | Milica Žabić          |
| 2021         | Rina Tatsukawa          | Réka Pupp                | Momo Tamaoki         | Lucy Renshall          | Utana Terada         | Luise Malzahn       | Renée Lucht           |
| 2019         | Laura Martinez Abelenda | Amandine Buchard         | Rafaela Silva        | Miku Tashiro           | Chizuru Arai         | Luise Malzahn       | Yelyzaveta Kalanina   |
| 2017         | Stefannie Arissa Koyama | Alexandra-Larisa Florian | Lien Chen-ling       | Alice Schlesinger      | Yuri Alvear          | Guusje Steenhuis    | Tessie Savelkouls     |
| 2016         | Julia Figueroa          | Gili Cohen               | Tsukasa Yoshida      | Alice Schlesinger      | Maria Bernabeu Avomo | Guusje Steenhuis    | Kanae Yamabe          |
| 2015         | Monica Ungureanu        | Érika Miranda            | Corina Căprioriu     | Kathrin Unterwurzacher | Sally Conway         | Guusje Steenhuis    | Svitlana Iaromka      |
| 2014         | Urantsetseg Munkhbat    | Annabelle Euranie        | Sabrina Filzmoser    | Anne-Laure Bellard     | Kim Polling          | Madeleine Malonga   | Kim Min-jeong         |
| 2013         | Ebru Şahin              | Jaana Sundberg           | Miryam Roper         | Yarden Gerbi           | Kelita Zupancic      | Abigel Joo          | Maria Suelen Altheman |
| Grand Prix   |                         |                          |                      |                        |                      |                     |                       |
| Année        | -48 kg                  | -52 kg                   | -57 kg               | -63 kg                 | -70 kg               | -78 kg              | +78 kg                |
| 2012         | Ebru Şahin              | Nodoka Tanimoto          | Kifayat Gasimova     | Haruka Yasumatsu       | Raša Sraka           | Gulsadaf Karimova   | Irine Leonidze        |
| 2011         | Liudmila Bogdanova      | Priscilla Gneto          | Kifayat Gasimova     | Alice Schlesinger      | Edith Bosch          | Abigél Joó          | Tea Dongouzachvili    |
| World Cup    |                         |                          |                      |                        |                      |                     |                       |
| Année        | -48 kg                  | -52 kg                   | -57 kg               | -63 kg                 | -70 kg               | -78 kg              | +78 kg                |
| 2010         | Olha Sukha              | Aynur Samat              | Iouliétta Boukouvála | Alice Schlesinger      | Kelita Zupancic      | Anastasia Matrosova | Belkıs Zehra Kaya     |
| 2008         | Maryna Cherniak         | Olha Sukha               | Iouliétta Boukouvála | Ekaterina Onoprienko   | Tetyana Savenko      | Catherine Roberge   | Gülşah Kocatürk       |
| 2006         | Neşe Şensoy             | Aynur Samat              | Kifayat Gasimova     | Esther Myreböe         | Svetlana Chepurina   | Anastasia Matrosova | Marina Prokofieva     |